# Halina Skorek
Halina Skorek, z d. Kazimierczak (ur. 9 marca 1958 w Sosnowcu) – polska siatkarka, mistrzyni i reprezentantka Polski.

## Kariera sportowa
Karierę sportową rozpoczęła w 1970 w juniorskiej drużynie Płomienia Milowice, następnie była zawodniczką MKS Sosnowiec i od 1974 ponownie Płomienia, z którym wywalczyła mistrzostwo Polski w 1975, 1979, 1980 i 1981, brązowy medal mistrzostw Polski w 1978, 1982, 1983 i 1984.
W 1977 wystąpiła na mistrzostwach Europy juniorek, zajmując z drużyną 4. miejsce. W reprezentacji Polski seniorek debiutowała 25 czerwca 1977, w towarzyskim spotkaniu z Węgrami. W tym samym roku wystąpiła na mistrzostwach Europy, zajmując z drużyną 4. miejsce. Była czołową zawodniczką polskiej ligi, jednak zrezygnowała następnie z gry w drużynie narodowej i do reprezentacji powróciła dopiero w 1981, kiedy wystąpiła m.in. na mistrzostwach Europy, zajmując z drużyną 5. miejsce. Po mistrzostwach ponownie zrezygnowała z gry w kadrze, chociaż w dalszym ciągu zaliczano ją do najlepszych polskich siatkarek. Łącznie w I reprezentacji Polski wystąpiła w 67 spotkaniach.
W 1985 zakończyła karierę sportową.